# James Dickinson
H. James Dickinson là một cầu thủ bóng đá người Anh thi đấu ở vị trí tiền vệ chạy cánh. He played two matches ở Football League với Burnley trước khi đến bóng đá non-league với Padiham.